# ベーキングパウダー

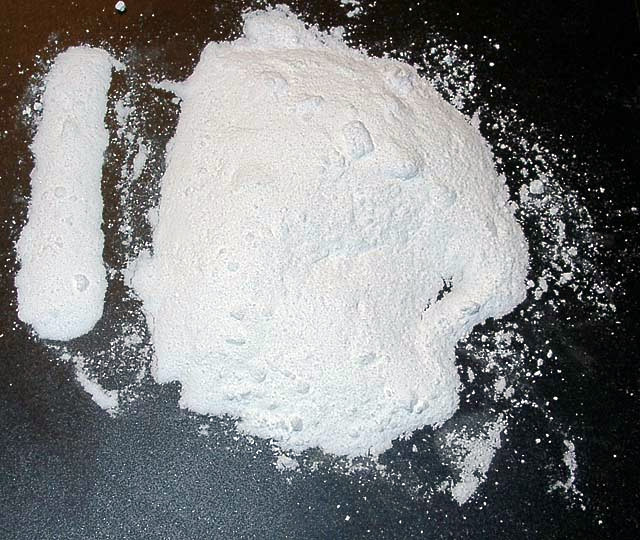
ベーキングパウダー

ベーキングパウダー（英語: baking powder）又は膨らし粉（）は、パンや焼き菓子といった焼き窯やオーブンの熱で焼く（ベーキング）料理に使われる膨張剤の一種である。
ガス発生剤の加熱分解及びガス発生剤と酸性剤の中和反応によりガスが発生する。
出芽酵母（イースト）を使用する際の精密な温度管理と「寝かし」工程が不要で、生地中の砂糖や油脂などの影響を受けにくく保存性が良いことから利用が広まった。

## 組成と種類
ガス発生剤を単独で用いる物と酸性剤 + 遮断剤が配合されている物がある。一般に市販されるベーキングパウダーは、ガス発生剤 + 酸性剤 + 遮断剤を一包式にしたものである。
ガス発生剤熱分解により二酸化炭素 CO2 またはアンモニアガス NH3 を発生させる。
- 炭酸水素ナトリウム NaHCO3（重曹）、炭酸水素アンモニウム NH4HCO3（重安）

酸性剤中和反応によってガス発生剤の分解を促進する。成分の配合を変えることで、ガス発生が最大になるタイミングも変える事が出来る。
- 酒石酸水素カリウム、リン酸二水素カルシウム （別名第一リン酸カルシウム）、酒石酸、焼ミョウバン、フマル酸、リン酸ナトリウム、グルコノデルタラクトン、酸性ピロリン酸ナトリウム、酸性リン酸アルミニウムナトリウム (NaAl3H14(PO4)84H2O) など。

遮断剤保存中にガス発生剤と酸性剤が反応しない様に隔てる為の成分。
- デンプン、小麦粉

### 一剤式
アルカリ性剤 + 酸性剤 + 分散剤
- 二酸化炭素を発生する重曹が（基剤-ガス発生剤）[3]水分が加えられる事で重曹と酸性剤が反応して重曹の分解が開始され、加熱によって分解は加速される。

分解によって炭酸ナトリウム、炭酸ガス、水が生成するが、生地を膨らませる元になるのは炭酸ガスである。炭酸ナトリウムはアルカリ性で刺激ある苦味を示すが、酸性剤（助剤）等で中和され無味となる。

### 二剤式
アルカリ性剤、酸性剤を二包式に分け、使用時に混合する。

## 化学反応式
代表的な反応式の例、
- 40℃以上[5]への加熱によるガス発生
{\displaystyle {\ce {2NaHCO3 -> Na2CO3 + H2O + CO2}}}
- リン酸カルシウム
{\displaystyle {\ce {2NaHCO3 + Ca(H2PO4)2 -> Na2HPO4 + CaHPO4 + 2H2O + 2CO2}}}
- d-酒石酸
{\displaystyle {\ce {NaHCO3 + C4H6O6 -> Na2C4H4O6 + 2H2O + CO2}}}
- d-酒石酸水素カリウム
{\displaystyle {\ce {NaHCO3 + KHC4H4O6 -> KNaC6H4O6 + H2O + CO2}}}
- グルコノラクトン
{\displaystyle {\ce {NaHCO3 + C6H10O6 + H2O -> NaHCO3 + C6H12O7 -> NaC6H11O7 + CO2}}}
- 塩化アンモニウム
{\displaystyle {\ce {NaHCO3 + NH4Cl -> NaCl + H2O + CO2 + NH3}}}

## 発明

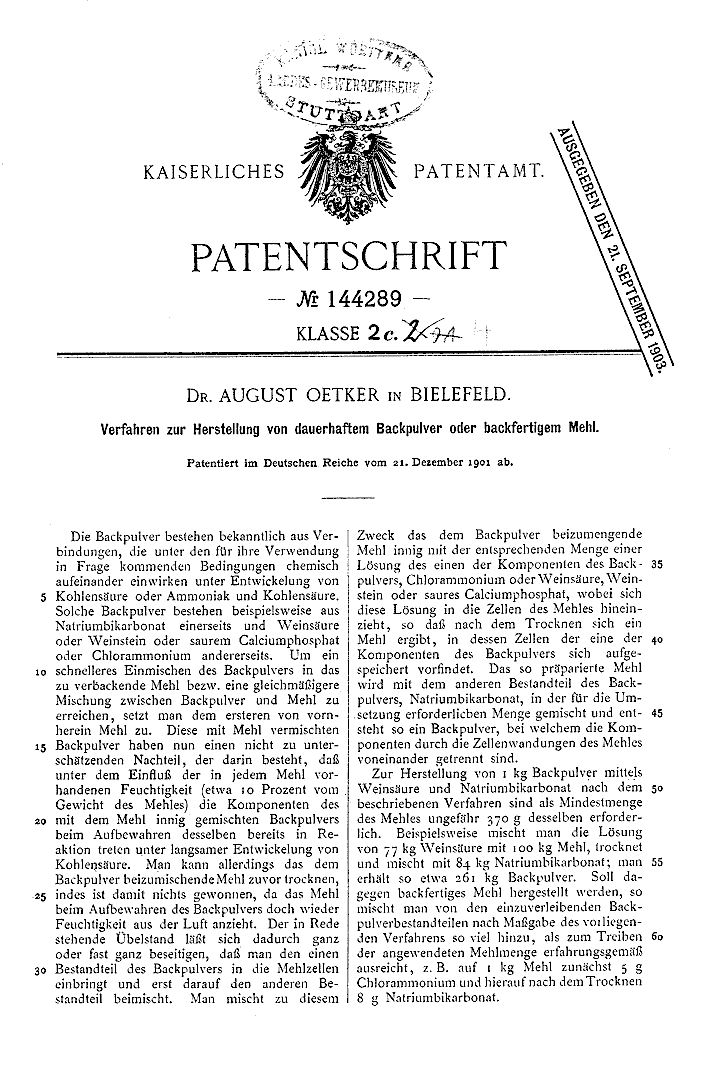
エトカーの1903年のベーキングパウダーの特許

ベーキングパウダーはドイツ人の化学者、ユストゥス・フォン・リービッヒ (Justus von Liebig) の弟子の1人であるエーベン・ノートン・ホースフォード (Eben Norton Horsford) の手で1856年に研究が始められた。ドイツ人薬剤師のアウグスト・エトカーが1891年に売り出し、現在でもドイツでは同じ Backin の名で売られている。エトカーは1903年に特許を取得している。

## 重曹との違い
重曹（ベーキングソーダ）との違いは、重曹は純粋なガス発生剤であるのに対し、ベーキングパウダーは重曹に加えて助剤（酸性剤）や分散剤（遮断剤）も含む点にある。両者は対象によって使い分けられる。他に酸性の材料（ヨーグルト、チョコレート、バターミルク、はちみつ等）が十分含まれる場合や、焼く時間が比較的短い（重曹が酸と反応する時間が短い）場合は重曹が使われる。酸性の材料が少なかったり焼く時間が十分長い場合等は、ベーキングパウダーが用いられる。業務用のベーキングパウダーは焼き物や蒸し物等の用途別に数百種類あると言われる。
- 重曹が用いられる例：クッキー[8][9]、パンケーキ[9]、利休饅頭[3]、どらやき[3]等
- ベーキングパウダーが用いられる例：ケーキ[8]、マフィン[9]、ビスケット[8][9]、バターケーキ[3]、まんじゅうの皮[3]、イースト無しのパン[9]等

## ミョウバン（アルミニウム）の代替
旧来、ミョウバン（アルミニウムの化合物）は重曹（炭酸水素ナトリウム）を中和、炭酸ガスを発生させるための膨張剤として、ベーキングパウダーに利用されてきた。
しかしながら、アルミニウムの毒性、とりわけアルツハイマーの発症リスクが指摘されている。
これを代替する中和剤としてグルコノラクトンなどを用いたアルミフリーのベーキングパウダーが開発されている。

## その他
- 1947年（昭和22年） - 東京都荒川区で希望者に配給されたふくらし粉を原因とする食中毒が多発。同年9月28日までに約100人に下痢などの症状が出た。原因として原材料の不純物が考えられている[12]。